# Orangelappenvogel
Der Orangelappenvogel (Callaeas cinereus, Syn.: Callaeas cinerea), auch Lappenkrähe  oder Kokako genannt, ist ein Singvogel aus der Familie der Lappenvögel, der auf Neuseeland vorkommt und als vom Aussterben bedroht eingestuft wird.

## Unterarten
Früher wurden zwei Unterarten anerkannt.
- Callaeas cinereus cinereus (Gmelin, JF, 1788) (Südinsel, zuletzt 2007 beobachtet)[1]
- Callaeas cinereus wilsoni (Bonaparte, 1850) (Nordinsel)

## Aussehen

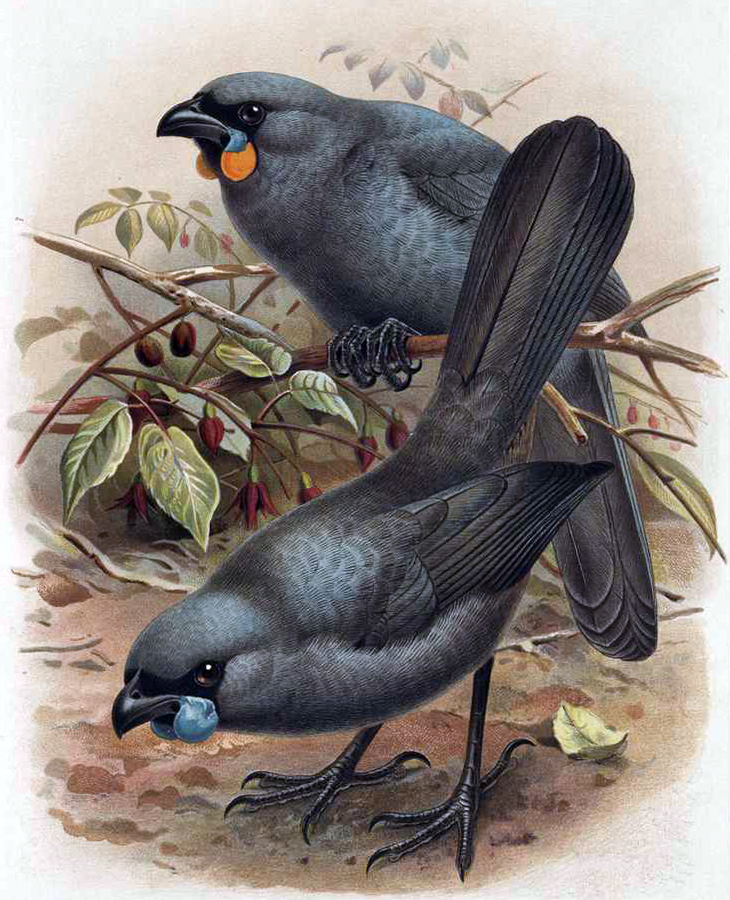
Callaeas cinereus cinereus (hinten) und Callaeas cinereus wilsoni (vorn).

Der Orangelappenvogel ist ein circa 38 cm großer, blaugrauer Vogel mit einer schwarzen Gesichtsmaske. Der Schnabel ist schwarz und relativ kurz, die Flügel sind kurz und abgerundet. Auf beiden Seiten des Schnabels befinden sich leuchtend gefärbte Hautlappen. Diese sind bei der auf der Nordinsel lebenden Unterart blau, bei der Unterart der Südinsel dagegen orange. Die Füße sind kräftig.

## Verbreitung
Der Orangelappenvogel kommt nur auf Neuseeland vor. Die Nominatform C. c. cinereus, die auf der Südinsel lebte, ist wahrscheinlich ausgestorben (gleichwohl gibt es mehrere unbestätigte Sichtungen, zuletzt im März 2011). Die Unterart C. c. wilsoni lebt in einigen Wäldern und Naturschutzgebieten der Nordinsel. Die Population ist in den letzten Jahren deutlich zurückgegangen und wird jetzt noch auf 1000 bis 1400 geschätzt. Durch Schutz der verbleibenden Lebensräume versucht man, den Bestand zu erhalten, was 2021 erste Erfolge zeigte.

## Verhalten und Nahrung
Der Orangelappenvogel bevorzugt Küstenwälder mit einer artenreichen Vegetation. Er ernährt sich hauptsächlich vegetarisch von Früchten, Blüten, Nektar und Knospen. Der Gesang der Vögel besteht aus einem an Orgeln erinnernde Töne, die von lauten Pfeifrufen unterbrochen werden. Dieser ist mehrere Kilometer weit zu hören. Diese Art fliegt nur ungern und  hält sich meist am Boden auf. Auf der Suche nach Nahrung läuft sie meist die Baumstämme auf und ab.  Das Paar bleibt meist das ganze Leben über zusammen in ihren angestammten Territorium.

## Fortpflanzung
In der Regel werden drei Eier gelegt, in Jahren mit gutem Nahrungsangebot kommt es auch zu Mehrfachbruten. Das flache offene Nest aus kleineren und größeren Zweigen wird in einer Baummulde oder -höhle angelegt. Die Brutsaison dieser Art dauert von November bis März. Die Nestlingsdauer beträgt ca. 28 Tage.

## Bedrohung und Schutzmaßnahmen
Diese Art ist durch die Zerstörung ihres Lebensraumes, der Einführung von Ratten, Hermelinen, dem Fuchskusu, Ziegen und Hirschen und dem großflächigen Holzeinschlag akut vom Aussterben bedroht. Als Schutzmaßnahmen werden die eingeführten Ratten und anderen Tiere großflächig und nachhaltig bekämpft. Des Weiteren wird ein Bestandsmonitoring durchgeführt.